# Михаило Катарос Палеолог
Михаило Катар Палеолог је био византијски принц из породице Палеолога и претендент на византијски престо.
Био је ванбрачни син деспота Константина Палеолога, сина цара Андроника II и слушкиње његове прве жене Катарке. Чини се да је деда имао посебну слабост према њему, пошто га је одредио за свог престолонаследника уместо Андроника III . Званична објава цара Андроника II, да је Михаило његов наследник, изазвала је грађански рат између два Андроника.
Када се Михаило родио, отац га је напустио, није се интересовао за њега и мрзео га, па га је због тога послао да живи у удаљеном месту, непознато где. У доба од 15 година, његов деда цар Андроник II га је позвао на двор да га спасе од сиромаштва и глади. Ту је млади Михаило извршио велики утицај на свог деду, који му се веома допао.
Током грађанског рата између два Андроника, извори не помињу Михаила да је учествовао. Његов рођак цар Андроник III је победио и тако је Михаило изгубио наследство на престо, верује се да је преживео рат.